# Masacre de Bagua
El 5 de junio de 2009 en el contexto del conflicto de Bagua sucedió la llamada masacre de Bagua, también llamada Baguazo, en las cercanías de la localidad de El Reposo muy próxima a las ciudades de Bagua y Bagua Grande, en el departamento peruano de Amazonas. Se trató de una medida drástica a causa del bloqueo de carreteras y conllevó a un decretado toque de queda. Según la información oficial del gobierno, el enfrentamiento tuvo un saldo de 33 personas fallecidas (23 policías y 10 nativos) y 1 desaparecido.
Estos hechos se llevaron a cabo como parte del desalojo de aproximadamente 5 000 nativos awajún, wampis y otros grupos étnicos amazónicos por parte de los 369 agentes policiales. Dichas comunidades se opusieron en la continuación de la economía neoliberal durante el gobierno de Alan García (mayormente extractivista). Junto con muchos pobladores de las ciudades cercanas de Jaén (departamento de Cajamarca), Bagua y Bagua Grande (departamento de Amazonas), los manifestantes realizaron bloqueos en la carretera Fernando Belaúnde Terry por 55 días; lo que provocó el desabastecimiento de combustible, gas y alimentos a los departamentos de Amazonas, Cajamarca, San Martín y Loreto.

## Contexto
El enfrentamiento entre los indígenas, pobladores y la policía, habría comenzado por la arremetida de la Policía Nacional para desbloquear la carretera y permitir el transporte de combustible por parte de la empresa Petroperú. La orden fue dada por la ministra del Interior Mercedes Cabanillas y el primer ministro Yehude Simon, durante el segundo gobierno de Alan García Pérez, mientras que Miguel Montenegro fue el general encargado de la operación de desalojo. La falta de una comunicación efectiva por parte del Gobierno habrían detonado la revuelta y violencia que se expandió desde una zona despoblada hasta ciudades cercanas, como también un posterior toque de queda por encargo de la Sexta Brigada de Selva del Ejército.
De acuerdo a las primeras informaciones conocidas la noche del 5 de junio, se reportaron oficialmente 23 policías y 10 indígenas fallecidos, además de 100 heridos. Nueve de ellos se debieron a una retención de 32 policías. También hubo reportes de secuestrados y decenas de locales públicos destruidos y saqueados en tres ciudades del departamento de Amazonas. Muchos de los reportes ocurrieron en la zona Curva del Diablo.
Más tarde, la Defensoría del pueblo cuantificó en 33 los muertos (23 policías y 10 civiles). Además 83 personas habrían sido detenidas y otras 200 habrían resultado heridas.
En 2016 el tribunal peruano absolvió a 52 indígenas amazónicas acusados por la muerte de 12 policías, lo que generó la indignación del ministro del Interior. Además, la viuda de uno de los policías fallecidos propuso demandar a Cabanillas. Según el diario Correo, en 2021 la Sala Penal Transitoria de la Corte Suprema resolvió ratificar la sentencia absolutoria.

## Repercusiones
La Coordinadora Nacional de Derechos Humanos consideró en 2015 que el expresidente Alan García es el responsable político del Baguazo.

## En el cine
En 2024, se presentó el documental Entre el verde y el oro por los 15 años del acontecimiento. La película es dirigida por Roberto Pajares y producida por el Gobierno Territorial Autónomo Awajún.